# Portrait d'un homme âgé
Le Portrait d'un homme âgé est un petit tableau du peintre primitif flamand Hans Memling, réalisé vers 1480. Il se trouve au  Metropolitan Museum of Art de  New York, aux États-Unis .

## Description

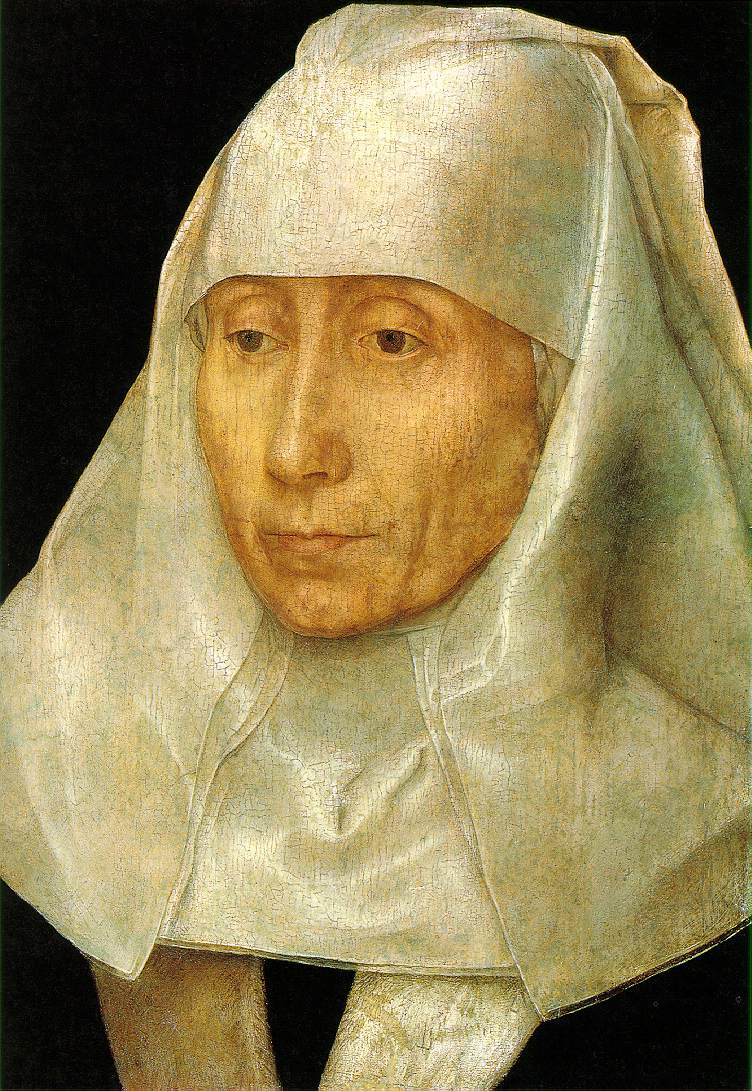
Portrait d'une femme âgée, Musée des beaux-arts de Houston.

Le visage de l'homme remplit presque entièrement le tableau. Sa main est posée, comme fréquemment dans les portraits de Memling, sur une tablette qui se confond avec le cadre. Les quatre côtés du panneau ont été coupés, et on ne voit plus qu'une fine bande du cadre peint original. L'occupation de tout l'espace se retrouve dans d'autres portraits, comme dans le Portrait d'un homme de la famille Lespinette du Mauritshuis ; mais plus fréquemment, Memling encadre le portraituré d'un paysage, comme dans le Portrait d'un homme de la Frick Collection.

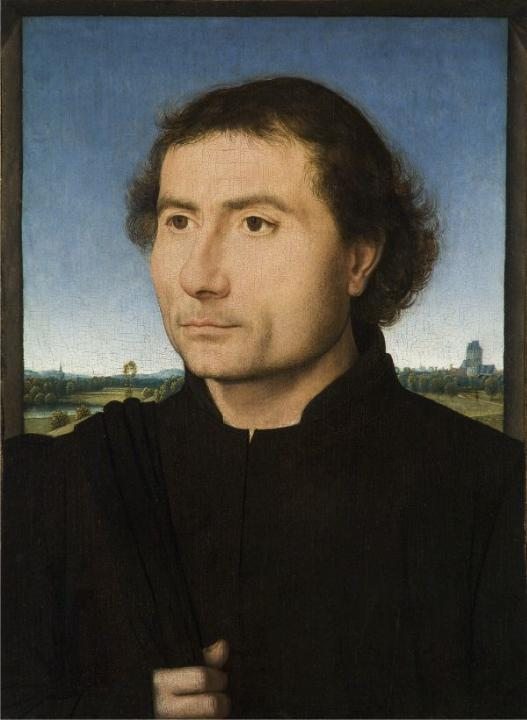
Portrait d'un homme, Frick Collection.

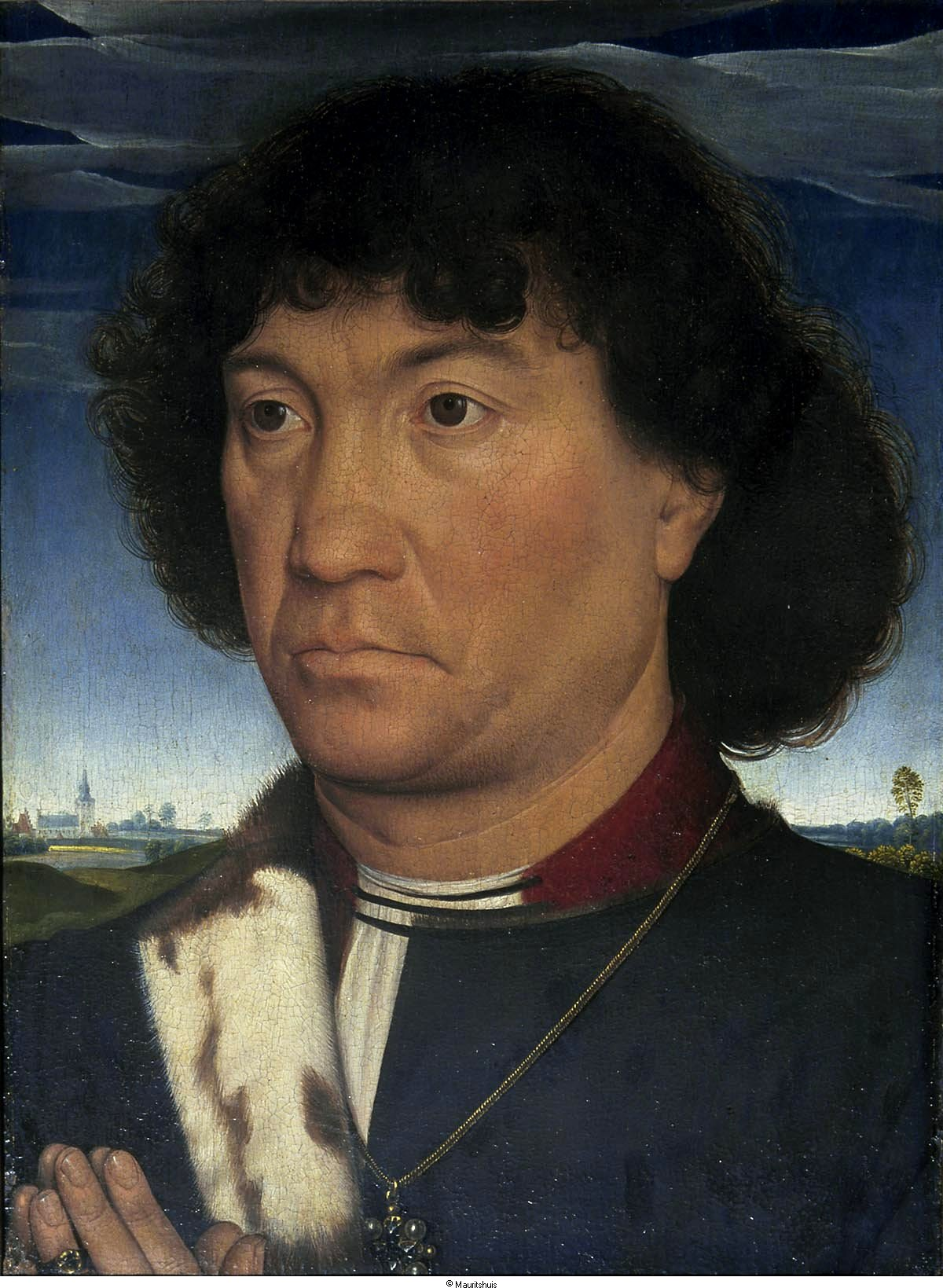
Portrait d'un homme de la famille Lespinette, Mauritshuis.

Parmi les portraits de Memling, il fait pendant, dans ses dimensions, au Portrait d'une femme âgée. Cette observation, relativement récente, est confirmée par une radiographie du portrait de la femme qui montre qu'elle avait à l'origine une main posée, dans le coin inférieur gauche, sur une tablette qui a été recouverte de couleur noire à une date postérieure.
Le portrait montre le raffinement de l'artiste dans la peinture des carnations, avec un minutieux rendu des rides, des cheveux, et du visage. Cette description reflète un personnage bienveillant et paisible. Au début du XXe siècle, le portrait a été aussi attribué à Jan van Eyck. Mais le soin dans la représentation des chairs et des mains est considéré comme caractéristique de Memling.

## Datation
Comme l'un et l'autre des deux portraits ont été recoupés sur les quatre côtés, on ne peut savoir si, à l’origine, ils formaient un double portrait ou des pendants. De plus, le portrait de l'homme a été marouflé (transporté sur un autre support), et un examen dendrochronologique de ce portrait est impossible.  L'examen dendrochronologique du portrait de la femme situe la première date possible, - et donc peut-être aussi du portrait de l'homme - vers 1472. Une date plus proche de 1480 est plus fréquemment admise.

## Historique
Jusqu'en 1895 dans une collection anglaise, puis dans la collection du baron Albert Oppenheim de Cologne. Vendu au marchand d'art Kleinberger en 1912, acheté par le collectionneur Benjamin Altman de New York en 1913; il donne le tableau au Metropolitan Museum en 1913,.